# Pequena História do Jazz

Capa da obra.

Pequena História do Jazz é o título do livro publicado no Brasil em 1953, de autoria do jornalista e escritor Sérgio Porto, pela governamental coleção "Os Cadernos de Cultura", do então Ministério da Educação e Saúde.
A obra foi lançada contemporaneamente a "Jazz Panorama", de Jorge Guinle, disputando com esta a posição de primeira no país a tratar do jazz; embora não possa ser classificado como "livro" e sim uma "plaquete", foi junto a O Homem ao Lado (1958), A Casa Demolida (reedição com acréscimos do anterior, 1963) e As Cariocas (1967) os únicos em que este não usou seu pseudônimo de Stanislaw Ponte Preta e sim o próprio nome.